# Diocèse de Katiola
Le diocèse de Katiola (en latin Dioecesis Katiolaënsis) est un diocèse de l'Église catholique situé dans la région du Hambol, en Côte d'Ivoire. Son siège épiscopal se trouve à la cathédrale sainte Jeanne d’Arc de Katiola.
Il est suffragant de l'archidiocèse de Korhogo. Le diocèse a été érigé canoniquement le 14 septembre 1955. Depuis le 13 mai 2023, son évêque est Honoré Beugré Dakpa.

## Présentation
Le 14 septembre 1955, le vicariat apostolique de Katiola est élevé au rang de diocèse, devenant ainsi le diocèse de Katiola.
À sa création, le diocèse de Katiola couvre une grande partie du nord de la Côte d'Ivoire. Aujourd’hui, il est limité aux départements de Dabakala, Ferkessédougou et Katiola, à la suite de deux scissions. La première a lieu le 13 septembre 1963, lorsque le diocèse est amputé d’une partie de son territoire pour permettre l’érection du diocèse d’Abengourou. La seconde intervient le 15 octobre 1971, lorsque le diocèse est amputé d’une nouvelle partie de son territoire pour permettre la création du diocèse de Korhogo (qui sera ultérieurement élevé au rang d’archidiocèse).
Jusqu’au 19 décembre 1994, le diocèse de Katiola relève de l'archidiocèse d'Abidjan. À compter de cette date, il devient suffragant de l'archidiocèse de Korhogo.
Le territoire actuel du diocèse de Katiola s'étend sur 32 832 km2 et constitue l’un des diocèses les plus vastes de Côte d'Ivoire. En 2018, il comprend une population d’environ 850 360 habitants, dont un peu plus de 102 000 catholiques.
L’histoire de l’évangélisation à Katiola s’inscrit dans un long processus de diffusion du christianisme en Côte d'Ivoire, amorcé dès le XVe siècle par des contacts entre populations locales et missionnaires portugais, et poursuivi au fil des siècles grâce à l’engagement de nombreux acteurs africains. C’est dans ce contexte que, vers la fin du XIXe siècle, de nouvelles initiatives missionnaires prennent forme, notamment avec l’arrivée en 1895 de la Société des Missions Africaines qui jouera un rôle déterminant dans la structuration de la vie chrétienne dans la région. Elle y crée notamment une paroisse à Korhogo en 1904 et une paroisse à Katiola en 1908, laquelle deviendra plus tard la cathédrale Sainte-Jeanne-d'Arc de Katiola.

## Évêques
Liste des  évêques successifs
| Nom                  | Dates                              |
| -------------------- | ---------------------------------- |
| Émile Durrheimer     | 14 septembre 1955 - 7 juillet 1977 |
| Jean-Marie Kélétigui | 7 juillet 1977 - 10 octobre 2002   |
| Marie-Daniel Dadiet  | 10 octobre 2002 - 12 mai 2004      |
| Ignace Bessi Dogbo   | 19 mars 2004 - 3 janvier 2021      |
| Honoré Beugré Dakpa  | depuis le 13 mai 2023              |